# Stockholmi vérfürdő

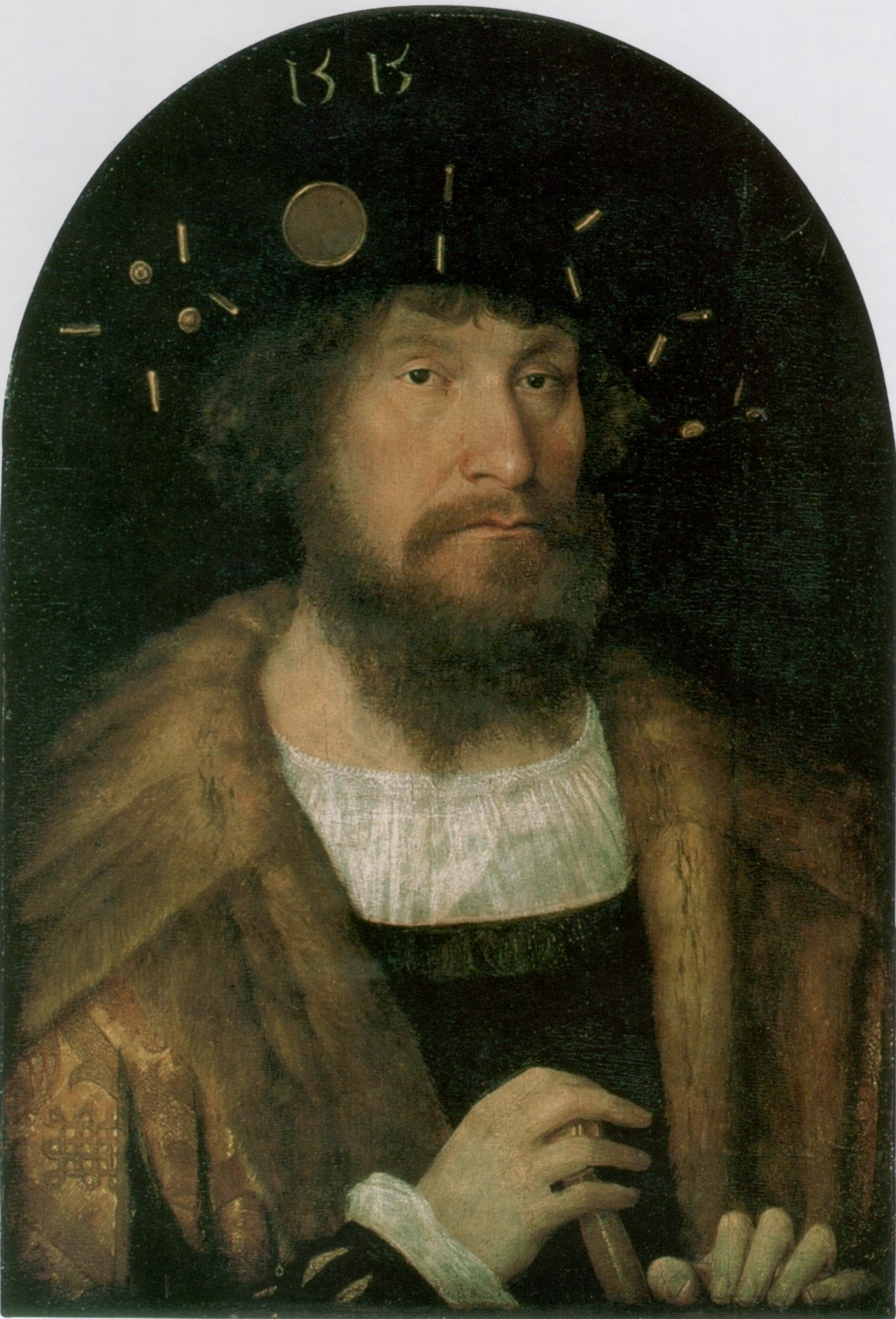
II. Keresztély. Michael Sittow festménye.

A stockholmi vérfürdő (svédül: Stockholms blodbad) 1520. november 7. és 9. között történt, mikor a Svédországot meghódító dán király, II. Keresztély az általa adott menlevél ellenére eretnekséggel vádoltatta és kivégeztette az uralmát ellenző párt vezetőit, mintegy 80-90 svéd főurat és polgárt. Ez az esemény vezetett a svédek felkeléséhez és a kalmari unió végleges felbomlásához.

## Háttér
A kalmari unió megalakulása óta, amely perszonálunióban egyesítette a három skandináv királyságot, Svédországban erősek maradtak a függetlenségi törekvések. A XV. század során felkelések sora tört ki, hol a dán uralom ellen és állítottak svéd származású kormányzót az ország élére, vagy a kormányzót kergették el, és visszaállították az uniót. Mindkét párt erős maradt, és az aktuális nehézségek vagy sikerek függvényében került domináns helyzetbe az országban.
1515-ben ifjabb Sten Sture kormányzó visszavette Almarestäket várát az uniópárti uppsalai érsektől, Gustav Trollétól. Az érsek ellenállt a döntésnek, és a kormányzó ostrom alá vette a várat. Gustav Trolle dán segítséget kért, de a felmentő csapatokat a kormányzó serege visszaverte. Sten Sture rábeszélte az Államtanácsot, hogy hozzon egy döntést, melyben az érseket árulónak nyilvánítják, és kötelezik a vár lerombolására. 1518-ban Gustav Trolle megadta magát, bebörtönözték, és kényszerítették, hogy lemondjon érseki címéről. 1519-ben Lund érseke, a pápa támogatásával interdictum alá helyezte Svédországot, míg az uppsalai érsek ki nem szabadul, és az egyház birtokait vissza nem szolgáltatják.

## Dán invázió
1520 januárjában II. Keresztély dán király, aki jogos örökségének tekintette a svéd trónt, hat-hétezer fős zsoldosseregével átkelt Svédországba és a bogesundi csatában legyőzte Sture kormányzó seregeit, aki maga is súlyos sebet kapott és néhány nap múlva meghalt. A svéd Titkos Tanács beleegyezett, hogy hűséget fogadjon a királynak, feltéve hogy teljes amnesztiát kapnak és az országot a helyi törvényeknek és szokásoknak megfelelően kormányozzák majd. Keresztély március 31-én aláírta az amnesztiát.
Sture özvegye, Kristina Gyllenstierna azonban tovább vezette az ellenállást, de kisebb sikerek után visszaszorult Stockholmba, ahol a jól megerődített királyi palotában szeptemberig tartotta magát. A király pénze fogytán volt és nem lett volna képes egész télen át fenntartani az ostromot. Ajánlatát, miszerint minden ellenálló amnesztiát kap mostani és múltbéli tetteiért, elenged minden túszt és Kristina jelentős birtokadományokat is kap, az ostromlottak elfogadták és átadták a kastélyt. Keresztély visszautazott Dániába, de októberben visszatért a koronázására.

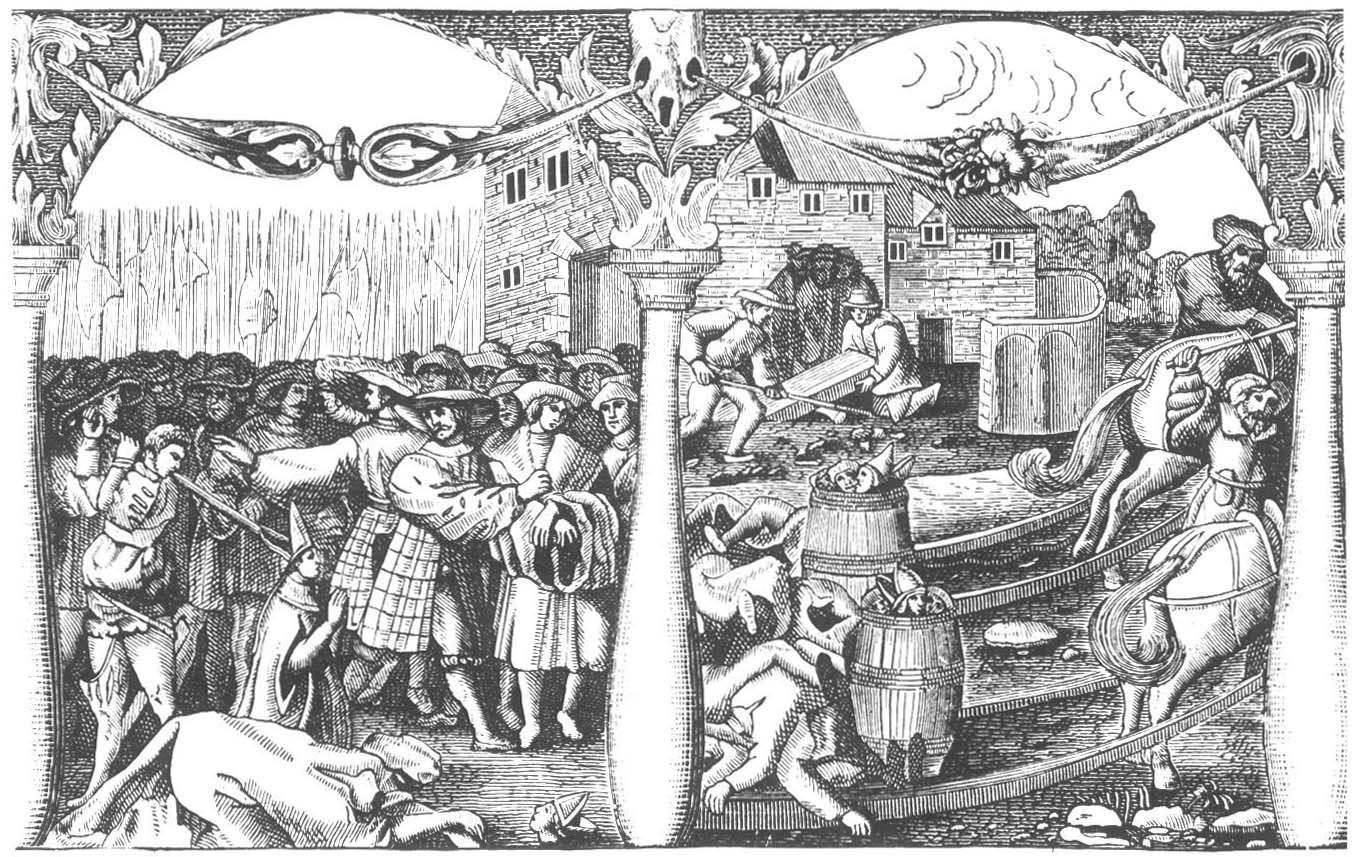
Két jelenet a stockholmi vérfürdőből. Balra a püspökök lefejezése, jobbra Sten Sture sírjának kiásása.

## A vérfürdő
November 4-én Gustav Trolle Svédország királyává koronázta II. Keresztélyt, ami után háromnapos lakomát tartottak. November 7-én az uppsalai érsek egy általa összeállított lista alapján a király és a vendégek előtt megvádolta a jelenlevő főurak egy részét. Állítása szerint az egyházi tisztségviselők és egyházi tulajdon ellen elkövetett bűnök miatt a vádlottak eretneknek minősülnek. Másnap reggel tizennégy egyházi személy tanácsa úgy döntött, hogy a vádlottak valóban eretnekségben bűnösek és minden nekik tett fogadalom és eskü (beleértve Keresztély amnesztia-ígéretét) semmisnek minősül.
Még aznap délben Stockholm főterén lefejeztek két püspököt és tizenöt nemest. A stockholmi polgármestert és városi tanácstagokat a felállított bitófákra akasztották fel. Másnap is folytatódtak a kivégzések, a főhóhér állítása szerint összesen 82 személyt öltek meg. November 10-én a kivégzettek tetemeit máglyákon elégették. Sten Sture holttestét is kiásták a sírjából és szintén máglyára vetették. Sture özvegyét, Kristinát több svéd nemes hölggyel együtt őrizetbe vették és Dániába szállították. 

A kivégzettek nagy többsége az anti-unionista párthoz tartozott, sőt a két elsőként kivégzett püspök rajta sem volt Gustav Trolle listáján. Később Keresztély magyarázkodó levelet írt X. Leó pápának, hogy a Sture-pártiak összeesküvést szőttek a palota lőszerraktárának felrobbantására és amikor ez kiderült, a felfordulásban az őrség véletlenül megölte a két püspököt. A svéd közvéleménynek azzal magyarázta a kivégzések szükségességét, hogy ellenkező esetben a pápa kiközösítette volna az egész országot.

Hans Brask tanácstagnak sikerült tisztáznia magát a vádak alól, mert megmutatta hogy viaszpecsétjébe, mellyel lepecsételte az Almarestäket várát leromboltató határozatot, egy papírdarabot rejtett, melyen az állt hogy kényszer hatása alatt cselekedett.

Ezután a király körutat tett az országban és több városban is kivégeztette az antiunionista párt főbb személyiségeit, aztán visszatért Dániába.

## Következmények
A szándék, hogy megfélemlítsék a függetlenségpártiakat, teljesen a visszájára fordult. Az egyik kivégzett fia, Gustav Vasa felkelést robbantott ki, amely a felháborodott svédek között gyorsan terjedt és néhány hónap alatt az egész országot elfoglalta. Később királlyá kiáltották ki és végérvényesen kiszakította Svédországot a kalmari unióból.
A vérfürdő miatt Keresztély a svéd történetírásban a 'Zsarnok' melléknevet kapta.
A stockholmi vérfürdő hosszas ellenségeskedés forrásává vált a svédek és dánok között. A svédek későbbi hódító háborúikban is sokszor hivatkoztak rá, hogy valójában ők az áldozatok és csak bosszút állnak az évszázados elnyomásért, amelynek a vérfürdő szimbólumává és csúcspontjává vált.

## Fordítás
Ez a szócikk részben vagy egészben  a   Stockholms blodbad című svéd Wikipédia-szócikk ezen változatának fordításán alapul.  Az eredeti cikk szerkesztőit annak laptörténete sorolja fel. Ez a jelzés csupán a megfogalmazás eredetét és a szerzői jogokat jelzi, nem szolgál a cikkben szereplő információk forrásmegjelöléseként.